# Instituto Tecnológico y de Estudios Superiores de Monterrey

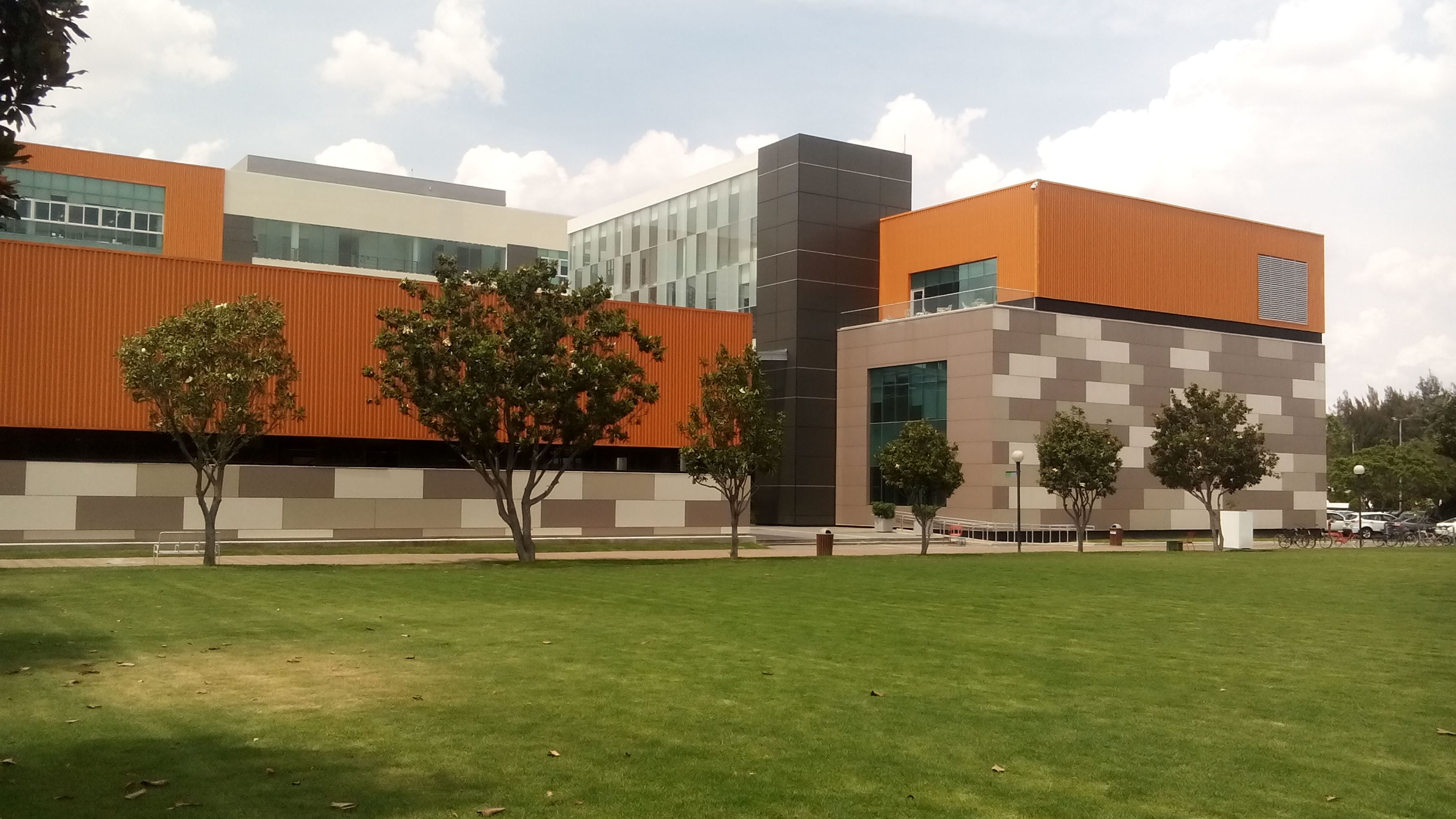
ITESM:s tekniska fakultet i Guadalajara.

Instituto Tecnológico y de Estudios Superiores de Monterrey (ordagrant Institutet för teknik och högre studier i Monterrey), förkortat ITESM och även känt som Tecnológico de Monterrey eller helt enkelt Tec de Monterrey, är ett privat universitet med huvudkampus i Monterrey, Nuevo León, Mexiko. 
Det har den tredje bästa handelshögskolan i Mexiko. Dessutom är det ett av de 45 universiteten i världen med fem QS-stjärnor. 
Universitet har flesta registrerade patent av landets privata högskolor, tack vare sin forskning som är huvudsakligen inom  bioteknik, hälsa, fordonssektorn, livsmedel och tillverkningsindustrin.  
Universitet är en av pionjärerna inom informations- och kommunikationsteknik i Latinamerika och Mexiko. Det anslöt sig till BITNET-nätverket 1986 och till Internet 1989, först i Latinamerika. Där skapades också organisationen NIC México(es), ansvarig för de första stegen av Internetanslutning i landet och förvaltning av .mx-underdomäner.

## Historik
Affärsmannen Eugenio Garza Sada(es) bildade 1943 ett företag utan vinstintresse, Enseñanza e Investigación Superior, AC (EISAC) tillsammans med affärsmän, bankirer, industrialister från Monterrey, bland andra Roberto Garza Sada, Virgilio Garza och Roberto Garza Sada Jr. Detta företag gav upphov till Instituto Tecnológico y de Estudios Superiores de Monterrey (ITESM), som grundades i Monterrey den 6 september 1943.  Bland företag som stödde universitet kan nämnas Cemex(es), Hylsa(es), FEMSA(en), Cervecería Cuauhtémoc(es) och Vitro(es). 
Förebilden till Tecnológico de Monterrey var Massachusetts Institute of Technology, där Eugenio Garza Sada hade studerat. Universitet har lyckats växa i hela Mexiko, med 26 kampus och 4 specialskolor. 

### Rektorer
Rektorerna har varit:
- León Ávalos Vez, 1943-1947
- Roberto Guajardo Suárez, 1947-1951
- Víctor Bravo Ahuja(es), 1951-1958
- Fernando García Roel, 1960-1984
- Rafael Rangel Sostmann(es), 1985-2011
- David Noel Ramírez Padilla(es), 2011-2017
- David Garza Salazar, 2017-